# Jakub Dürr
Jakub Dürr (7. srpna 1976 Boskovice – 16. února 2023 Varšava) byl český politolog a diplomat, od roku 2021 do své smrti byl velvyslancem ČR v Polsku, předtím v letech 2018 až 2020 stálý představitel ČR při EU, v letech 2008 až 2009 náměstek ministra školství, mládeže a tělovýchovy ČR a v letech 2016 až 2018 náměstek ministra zahraničních věcí ČR.

## Život
V letech 1994 až 2000 vystudoval obory politologie – evropská studia na Filozofické fakultě Univerzity Palackého v Olomouci, k tomu pak ještě na téže fakultě v letech 1995 až 1998 i bakalářský obor polský jazyk a literatura. Vzdělání si rozšířil v letech 1995 až 1998 i studiem oboru politologie na Filozofické fakultě Masarykovy univerzity. Absolvoval několik zahraničních pobytů: Jagellonská univerzita v polském Krakově (1998), Miami University v americkém státě Ohio (1998–1999), Středoevropská univerzita v maďarské Budapešti (2005) a Loughborough University v anglickém Loughborough (2005).

## Kariéra

### Univerzita Palackého v Olomouci
Mezi roky 2002 a 2008 pracoval jako odborný asistent na Katedře politologie a evropských studií FF UP v Olomouci. V letech 2006 až 2008 byl prorektorem pro vnější vztahy a později v letech 2010 až 2011 prorektorem pro zahraniční vztahy.

### Ministerstvo školství
Od září 2008 do listopadu 2009 byl náměstkem pro evropské záležitosti na Ministerstvu školství, mládeže a tělovýchovy ČR za ministrů Ondřeje Lišky a Miroslavy Kopicové. Od srpna 2011 do května 2016 byl zástupcem stálého představitele ČR při Evropské unii a od června 2016 do září 2018 náměstkem pro řízení evropské sekce na Ministerstvu zahraničních věcí ČR za ministrů Lubomíra Zaorálka a Martina Stropnického.

### Stálé zastoupení ČR v EU
V září 2018 se stal stálým představitelem ČR při Evropské unii, v této funkci vystřídal Martina Povejšila. Kvůli neshodám s premiérem ČR Andrejem Babišem však ve funkci ke konci září 2020 skončil. Dürr totiž veřejně kritizoval záměr připravit finančně úsporné předsednictví ČR v Radě EU ve druhé polovině roku 2022. Ve funkci jej nahradila Edita Hrdá.

### Velvyslanec v Polsku
V prosinci 2021 se stal mimořádným a zplnomocněným velvyslancem ČR v Polsku, kterým byl až do svého úmrtí. Od listopadu 2022 byl na nemocenské a ze zdravotních důvodů se vrátil z Varšavy do České republiky. V roce 2023 do Polska opět odjel a v únoru ve Varšavě náhle zemřel.
Jakub Dürr hovořil anglicky, polsky, německy a rusky; pokročile též francouzsky a na základní úrovni i španělsky.